# Lambertova vrsta
Lambertova vŕsta [lámbertova ~] je v matematiki in še posebej v analitični teoriji števil neskončna vrsta oblike:
{\displaystyle S(q)=\sum _{n=1}^{\infty }{\frac {a_{n}q^{n}}{1-q^{n}}}={\frac {a_{1}q}{1-q}}+{\frac {a_{2}q^{2}}{1-q^{2}}}+\ldots ,\qquad (|q|>1)\!\,.}
Imenuje se po švicarskem matematiku, fiziku, astronomu in filozofu Johannu Heinrichu Lambertu. Lahko se strne formalno z razvojem imenovalca:
{\displaystyle S(q)=\sum _{n=1}^{\infty }a_{n}\sum _{k=1}^{\infty }q^{nk}=\sum _{m=1}^{\infty }b_{m}q^{m}\!\,,}
kjer so koeficienti nove vrste dani z Dirichletovo konvolucijo koeficientov {\displaystyle a_{n}\,} s konstantno funkcijo {\displaystyle 1(n)=1\,}:
{\displaystyle b_{m}=(a*1)(m)=\sum _{n|m}a_{n}.\,}
Ta vrsta se lahko obrne z Möbiusovo inverzno formulo in je zgled Möbiusove transformacije. 

## Zgledi
Ker je zadnja vsota tipična vsota teorije števil, bodo skoraj vse naravne multiplikativne funkcije eksaktno seštevljive pri uporabi v Lambertovi vrsti. Tako je na primer:
{\displaystyle \sum _{n=1}^{\infty }\sigma _{0}(n)q^{n}=\sum _{n=1}^{\infty }{\frac {q^{n}}{1-q^{n}}}\!\,,}
kjer je {\displaystyle \sigma _{0}(n)\equiv d(n)\equiv \tau (n)} funkcija števila pozitivnih deliteljev števila {\displaystyle n\,}.
Za funkcije deliteljev višjega reda je:
{\displaystyle \sum _{n=1}^{\infty }\sigma _{\alpha }(n)q^{n}=\sum _{n=1}^{\infty }{\frac {n^{\alpha }q^{n}}{1-q^{n}}}\!\,,}
kjer je {\displaystyle \alpha \,} poljubno kompleksno število,
{\displaystyle \sigma _{\alpha }(n)=({\textrm {Id}}_{\alpha }*1)(n)=\sum _{d|n}d^{\alpha }\!\,}
pa je funkcija deliteljev.
Lambertovo vrsto v kateri so koeficienti {\displaystyle a_{n}\,} trigonometrične funkcije, na primer {\displaystyle a_{n}=\sin(2nx)\,}, se lahko izračuna z različnimi kombinacijami logaritemskega odvoda Jacobijevih funkcij ϑ. 
Druge Lambertove vrste so tudi za Möbiusovo funkcijo {\displaystyle \mu (n)\,}:
{\displaystyle \sum _{n=1}^{\infty }{\frac {\mu (n)q^{n}}{1-q^{n}}}=q\!\,.}
Za Eulerjevo funkcijo {\displaystyle \phi (n)}:
{\displaystyle \sum _{n=1}^{\infty }{\frac {\varphi (n)q^{n}}{1-q^{n}}}={\frac {q}{(1-q)^{2}}}\!\,.}
Za Liouvillovo funkcijo {\displaystyle \lambda (n)}:
{\displaystyle \sum _{n=1}^{\infty }{\frac {\lambda (n)q^{n}}{1-q^{n}}}=\sum _{n=1}^{\infty }q^{n^{2}}={\frac {1}{2}}\left(\vartheta _{3}(q)-1\right)\!\,,}
kjer je vsota na levi podobna Ramanudžanovi funkciji ϑ.
Sorodno za alternirajočo vrsto oblike:
{\displaystyle 4\sum _{n=1}^{\infty }{\frac {(-1)^{n+1}q^{2n+1}}{1-q^{2n+1}}}=\sum _{n=1}^{\infty }r_{2}(n)q^{n}=\vartheta _{3}^{2}(q)-1\!\,,}
kjer je {\displaystyle r(n)\,} število predstavitev {\displaystyle n\,} v obliki {\displaystyle n=A^{2}+B^{2}\,}, kjer sta {\displaystyle A\,} in {\displaystyle B\,} racionalni celi števili. Obakrat je {\displaystyle \vartheta _{3}(q)\,} Jacobijeva eliptična funkcija izražena kot funkcija ϑ.

## Alternativna oblika
Če se zamenja spremenljivka {\displaystyle q=e^{-z}\,}, se dobi druga običajna oblika za Lambertovo vrsto:
{\displaystyle \sum _{n=1}^{\infty }{\frac {a_{n}}{e^{zn}-1}}=\sum _{m=1}^{\infty }b_{m}e^{-mz}\!\,,}
kjer so koeficienti dani z:
{\displaystyle b_{m}=(a*1)(m)=\sum _{d|m}a_{d}\!\,}
enako kot prej. Primeri Lambertovih vrst v tej obliki z {\displaystyle z=2\pi \,} se pojavljajo za Riemannovo funkcijo {\displaystyle \zeta (s)\,} za vrednosti lihih celih števil. Za podrobnosti glej konstanta zeta.

## Trenutna raba
Viri navajajo Lambertovo vrsto za različne vrste vsot. Ker je na primer {\displaystyle q^{n}/(1-q^{n})=\operatorname {Li} _{0}(q^{n})} funkcija polilogaritma, se lahko vsaka vsota oblike:
{\displaystyle \sum _{n=1}^{\infty }{\frac {\xi ^{n}\,\operatorname {Li} _{u}(\alpha q^{n})}{n^{s}}}=\sum _{n=1}^{\infty }{\frac {\alpha ^{n}\,\operatorname {Li} _{s}(\xi q^{n})}{n^{u}}}\!\,}
obravnava kot Lambertova vrsta, pri čemer so parametri ustrezno omejeni. Tako se lahko:
{\displaystyle 12\left(\sum _{n=1}^{\infty }n^{2}\,\operatorname {Li} _{-1}(q^{n})\right)^{\!2}=\sum _{n=1}^{\infty }n^{2}\,\operatorname {Li} _{-5}(q^{n})-\sum _{n=1}^{\infty }n^{4}\,\operatorname {Li} _{-3}(q^{n})\!\,,}
za vse kompleksne {\displaystyle q\,}, ki ne ležijo na enotski krožnici, obravnava kot enakost Lambertove vrste. Enakost sledi neposredno iz nekaterih enakosti, ki jih je objavil Ramanudžan.  Zelo temeljite raziskave Ramanudžanovega dela se lahko najdejo v Berndtovem delu.